# 2001年金馬國際影展
2001年金馬國際影展是在2001年11月16日至11月30日，於臺灣的台北舉辦。

## 簡介
參展影片如下：
- 克萊兒·丹妮絲《此恨綿綿無絕期》
- 松冈锭司《风葬的记忆》

## 外部連結
- 金馬國際影展（页面存档备份，存于）